# Instituto Norueguês de Tecnologia

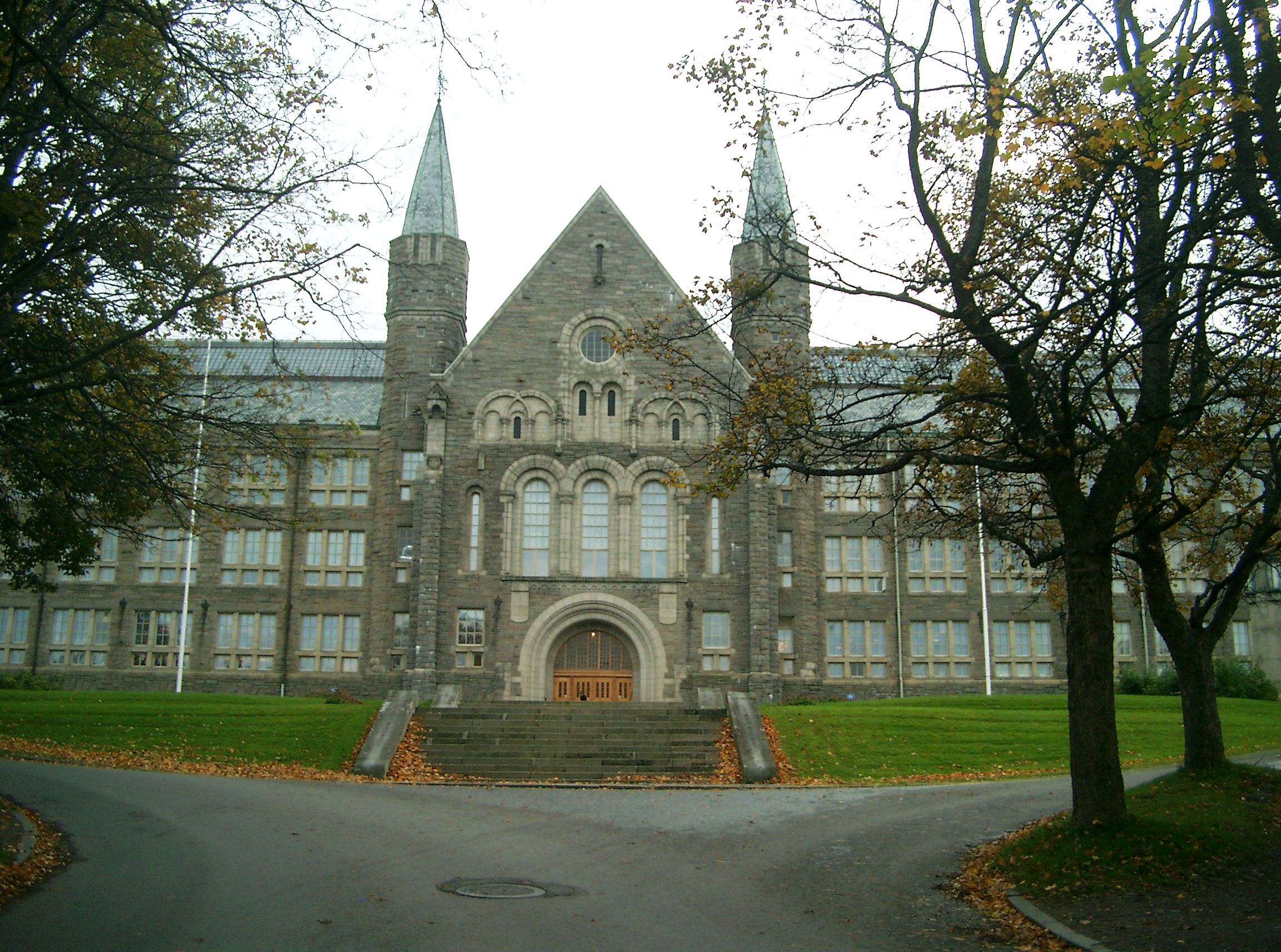
O prédio principal do Instituto Norueguês de Tecnologia

O Instituto Norueguês de Tecnologia, melhor conhecido por seu acrônimo noruguês NTH (Norges Tekniske Høgskole), foi estabelecido em Trondheim, no ano de 1910. Serviu como uma universidade técnica independente por oitenta e cinco anos, até ser incorporada à Universidade Norueguesa de Ciência e Tecnologia (NTNU), em 1996.

NTH foi inicialmente uma escola politécnica, formando engenheiros e arquitetos.

## Alunos notáveis
- Ivar Giaever, Nobel de Física de 1973.
- Lars Onsager Nobel de Química de 1968.